# 更年奇的な彼女
『更年奇的な彼女』（こうねんきてきなかのじょ、原題：我的早更女友）は、2014年の中国映画。『猟奇的な彼女』（韓国）、『僕の彼女はサイボーグ』（日本）に続く、クァク・ジェヨン監督の「アジアの彼女三部作」の最終作。
日本では2015年10月に開催された「2015東京・中国映画週間」で初上映され、2016年2月に名古屋地区先行公開を経て、同年4月8日に日本語吹替版が公開された。

## あらすじ
4年前、女子大生のチー・ジアは卒業式にウェディングドレスで出席し、恋人のリウ・チョンにプロポーズするが断られる。そのショックから若年性更年期になるが、北京へ行った彼を忘れられない。チー・ジアを好きな冴えない男で大学の同級生ユアン・シャオオウは、ひょんなことからチー・ジアと同居生活を始めるが、チーのもとにリウ・チョンからの結婚式の招待状が届き、2人の友人で大学の同級生だったリン・シューアルと3人で北京へ行く。結婚式で彼を略奪しようとしたのだが、3人の乗る自動車が豪雨にあい、リンが外へ出ている間に車にも水が浸入し、ユアンはチー・ジアに君と一緒に死ねるなら本望だと言う。

## キャスト
- チー・ジア - ジョウ・シュン（日本語吹き替え：藤原紀香）
- ユアン・シャオオウ - トン・ダーウェイ（日本語吹き替え：宮下栄治）
- リン・シューアル - ジャン・ズーリン（日本語吹き替え：あやぽんず＊）
- リウ・チョン - ウォレス・チョン（日本語吹き替え：大塚智則）
- ラオ・バイ - グオ・シューヤオ（日本語吹き替え：村田知沙）

## スタッフ
- 監督 - クァク・ジェヨン
- 脚本 - カオ・ジンリン、バオ・チン、ヤン・スーチアン
- 主題歌 - ジェーン・チャン『老地方』
  - 日本語吹替版主題歌 - 華原朋美『君がそばで』